# Djamel Zidane
Pour les articles homonymes, voir Zidane (homonymie).
Djamel Zidane, né le 28 avril 1955 à Alger, est un footballeur international algérien.
Il compte 15 sélections en équipe nationale entre 1975 et 1986.

## Biographie
Djamel Zidane naît à Alger le 28 avril 1955, il passe neuf saisons à l'USM Alger, un des célèbres et légendaires clubs de la ville. Il s'y est aguerri dans les catégories de jeunes jusqu'à ses débuts en professionnels en 1972 en Division 2. Nacer Guedioura, ancien international algérien, son ami et coéquipier de l'époque, s'en souvient encore : « Nous avons gagné deux Coupes d'Algérie Juniors ensemble et avons contribué à l'accession du club en première division de la saison 1973-1974 ».
Auréolé d'un prix du meilleur jeune footballeur algérien, Zidane quitte l'Algérie en 1976 pour l'Europe. Après diverses expériences dans des divisions inférieures en France et en Belgique, le meneur de jeu explose en première division belge et obtient même le titre de meilleur étranger du championnat. Il évoluera successivement au KV Courtrai(1980-1984) puis au KSV Waterschei (1984-1987). Habitué de l'équipe nationale dès les catégories de jeunes, et même s'il ne compte aucune sélection entre 1975 et 1981, Zidane totalise 15 sélections dont cinq lors des Coupes du monde de la FIFA, Espagne 1982 et Mexique 1986,,,,.
Six ans après ses débuts sous le maillot vert et blanc, le 8 janvier 1975 en match amical contre l'Albanie, le retour de Zidane en sélection coïncide avec les années fastes du football algérien. Auteur de son premier but en équipe nationale le 10 octobre 1981 à Lagos face au Nigeria (2 - 0), lors des qualifications pour la Coupe du monde 1982, il s'envole pour la péninsule ibérique avec les Fennecs pour une participation historique du pays à la Coupe du monde de la FIFA,,.
Il a disputé deux Coupes du monde avec l'équipe d'Algérie. Il a marqué un but sur coup franc lors de l'édition 1986 contre l'Irlande du Nord.
Tout au long de sa carrière sportive, en Algérie ou en Belgique, Djamel Zidane n'a jamais reçu de carton rouge. Il est aussi l'un des seuls joueurs de sa génération à avoir joué dans toutes les catégories des sélections algériennes depuis 1972, des cadets, juniors, espoirs, universitaires et seniors,.
En avril 2002, une entrevue est organisée avec Zinédine Zidane, célèbre no 10 de l'équipe de France d'origine algérienne ; les deux joueurs qui partagent le même patronyme, n'ont aucun lien de parenté.

## Carrière

### Clubs
- 1967-1972 :  USM Alger (jeunes)
- 1972-1976 :  USM Alger
- 1976-1977 :  AS Corbeil-Essonnes
- 1977-1978 :  KFC Eeklo
- 1978-1980 :  Sint-Niklaasse SK
- 1980-1985 :  KV Courtrai
- 1985-1986 :  K Waterschei SV THOR Genk
- 1987-1990 :  AC Paizay Le Sec

## Statistiques
| Saison    | Club            | Championnat | Championnat  | Championnat | Championnat | Championnat | Continent    | Continent | Continent | Continent | Coupes nationales | Coupes nationales | Coupes nationales | Coupes nationales | International | International | International | International | Total        | Total | Total | Total |  |
| --------- | --------------- | ----------- | ------------ | ----------- | ----------- | ----------- | ------------ | --------- | --------- | --------- | ----------------- | ----------------- | ----------------- | ----------------- | ------------- | ------------- | ------------- | ------------- | ------------ | ----- | ----- | ----- |  |
| Saison    | Club            | div         | Matchs joués | buts        | p.d.        | eff.        | Matchs joués | buts      | p.d.      | eff.      |                   |                   |                   |                   | Matchs joués  | buts          | p.d.          | eff.          | Matchs joués | buts  | p.d.  | eff.  |  |
| 1985-1986 | Waterschei      | 1           |              |             |             |             |              |           |           |           |                   |                   |                   |                   | 4             | 2             |               | 115           | 4            | 2     |       | 115   |  |
| 1984-1985 | Courtrai        | 1           |              |             |             |             |              |           |           |           |                   |                   |                   |                   |               |               |               |               |              |       |       |       |  |
| 1983-1984 | Courtrai        | 1           |              |             |             |             |              |           |           |           |                   |                   |                   |                   |               |               |               |               |              |       |       |       |  |
| 1982-1983 | Courtrai        | 1           |              |             |             |             |              |           |           |           |                   |                   |                   |                   |               |               |               |               |              |       |       |       |  |
| 1981-1982 | Courtrai        | 1           |              |             |             |             |              |           |           |           |                   |                   |                   |                   | 3             | 1             |               | 272           | 3            | 1     |       | 272   |  |
| 1980-1981 | Courtrai        | 1           |              |             |             |             |              |           |           |           |                   |                   |                   |                   |               |               |               |               |              |       |       |       |  |
| 1979-1980 | K Saint-Nicolas |             |              |             |             |             |              |           |           |           |                   |                   |                   |                   |               |               |               |               |              |       |       |       |  |
| 1978-1979 | K Saint-Nicolas |             |              |             |             |             |              |           |           |           |                   |                   |                   |                   |               |               |               |               |              |       |       |       |  |
| 1976-1977 | Corbeil         | 3           |              |             |             |             |              |           |           |           |                   |                   |                   |                   |               |               |               |               |              |       |       |       |  |
| 1975-1976 | USM Alger       |             |              |             |             |             |              |           |           |           |                   |                   |                   |                   |               |               |               |               |              |       |       |       |  |
| TOTAL     | TOTAL           |             |              |             |             |             |              |           |           |           |                   |                   |                   |                   | 7             | 3             |               | 167           | 7            | 3     |       | 167   |  |

### Sélection
- International algérien de 1975 à 1986
- Premier match le 8 janvier 1975 : Algérie - Albanie (4-2)[14]
- Dernier match le 13 juin 1986 : Algérie - Espagne (0-3)
- Nombre de matchs joués : 15 (plus 11 matchs d'application)
- Nombre de buts marqués : 4  (plus 5 but(s) en matchs d'application)
- Participation à 2 Coupes du monde (1982, 1986)
- Participation à la Coupe d'Afrique des nations de 1982.

## Palmarès
- Finaliste et champion du concours du meilleur joueur algérien : cadet
- Finaliste et champion de la Coupe d'Algérie en 1973 et 1975 avec l'USM Alger
- Champion d'Algérie de deuxième division en 1974 avec l'USM Alger